# Groupama-FDJ
Groupama-FDJ, antes Française des Jeux e Fdjeux.com, (código UCI: GFC) é um equipa ciclista profissional francêsa. Depois de ter sido de categoria UCI Pro Team durante 6 temporadas (2005-2010), em 2011 desceu de categoria à Profissional Continental. Em 2012 retornou à máxima categoria com o qual tem assegurada a participação em todas as carreiras do UCI World Tour.

## História da equipa
A equipa fundou-se em 1997 baixo a liderança de Marc Madiot. Durante alguns anos para publicitar a página web do patrocinador, a equipa adoptou o nome «Fdjeux.com», mas em 2005 recuperou o seu nome original.
Em 2007 conseguiu um total de 17 vitórias, destacando sobre todas elas a conseguida por Sandy Casar no Tour de France. Também destacam a etapa de Thomas Lövkvist no Critérium Internacional, e a etapa e classificação geral dos Quatro Dias de Dunquerque de Mathieu Ladagnous.
Em 2008 conseguiu um total de 20 vitórias, destacando sobre todas elas a conseguida na Paris-Tours por Philippe Gilbert e a vitória de etapa na Volta à Alemanha de Jussi Veikkanen. Ademais estão as 2 vitórias na Challenge de Mallorca de Philippe Gilbert, a vitória de etapa e a Geral do Tour de Picardie de Sébastien Chavanel, as 2 etapas na Volta a Burgos de Yauheni Hutarovich ou a vitória de etapa no Tour du Limusino de Benoit Vaugrenard. Ademais conseguiu 2 Campeonatos Nacionais em Estrada (Bielorrússia e Finlândia).
No final de 2017 anunciou-se um novo patrocinador para a temporada de 2018, a seguradora Groupama passa a fazer parte do nome da equipa com um acordo até 2020. A formação francesa, dirigida por Marc Madiot, contará com um apoio económico importante, que elevará o seu orçamento num 30% com respeito à passada campanha. Adicionalmente, a equipa terá uma equipa Continental já que permitir-lhes-á fortalecer o plantel da equipa com jovens promessa.

## Corredor melhor classificado nas Grandes Voltas
| Ano  | Giro d'Italia              | Tour de France             | Volta a Espanha          |
| ---- | -------------------------- | -------------------------- | ------------------------ |
| 1997 | -                          | 20.º Stéphane Heulot       | -                        |
| 1998 | -                          | 13.º Stéphane Heulot       | -                        |
| 1999 | -                          | 14.º Stéphane Heulot       | -                        |
| 2000 | 58.º Grzegorz Gwiazdowski  | 76.º Xavier Jan            | -                        |
| 2001 | -                          | 66.º Daniel Schnider       | -                        |
| 2002 | -                          | 19.º Nicolas Vogondy       | -                        |
| 2003 | 13.º Sandy Casar           | 78.º Nicolas Fritsch       | -                        |
| 2004 | 8.º Bradley McGee          | 16.º Sandy Casar           | -                        |
| 2005 | 71.º Cyrille Monnerais     | 29.º Sandy Casar           | 81.º Jérémy Roy          |
| 2006 | 6.º Sandy Casar            | 61.º Thomas Lövkvist       | 33.º Éric Leblacher      |
| 2007 | 43.º Francis Mourey        | 63.º Thomas Lövkvist       | 54.º Thomas Lövkvist     |
| 2008 | 27.º Yoann Le Boulanger    | 13.º Sandy Casar           | 19.º Sandy Casar         |
| 2009 | -                          | 9.º Christophe Le Mével    | 25.º Mikaël Cherel       |
| 2010 | -                          | 23.º Sandy Casar           | 13.º Christophe Le Mével |
| 2011 | -                          | 14.º Arnold Jeannesson     | -                        |
| 2012 | 25.º Sandy Casar           | 10.º Thibaut Pinot         | 23.º Rémi Pauriol        |
| 2013 | 19.º Francis Mourey        | 29.º Arnold Jeannesson     | 7.º Thibaut Pinot        |
| 2014 | 13.º Alexandre Geniez      | 3.º Thibaut Pinot          | 77.º Cédric Pineau       |
| 2015 | 9.º Alexandre Geniez       | 16.º Thibaut Pinot         | 16.º Kenny Elissonde     |
| 2016 | 91.º Benoît Vaugrenard     | 14.º Sébastien Reichenbach | 20.º Kenny Elissonde     |
| 2017 | 4.º Thibaut Pinot          | 36.º Rudy Molard           | 52.º Anthony Roux        |
| 2018 | 22.º Sébastien Reichenbach | 34.º David Gaudu           | 6.º Thibaut Pinot        |
| 2019 | 13.º Valentin Madouas      | 13.º David Gaudu           | 21.º Kilian Frankiny     |

## Material ciclista

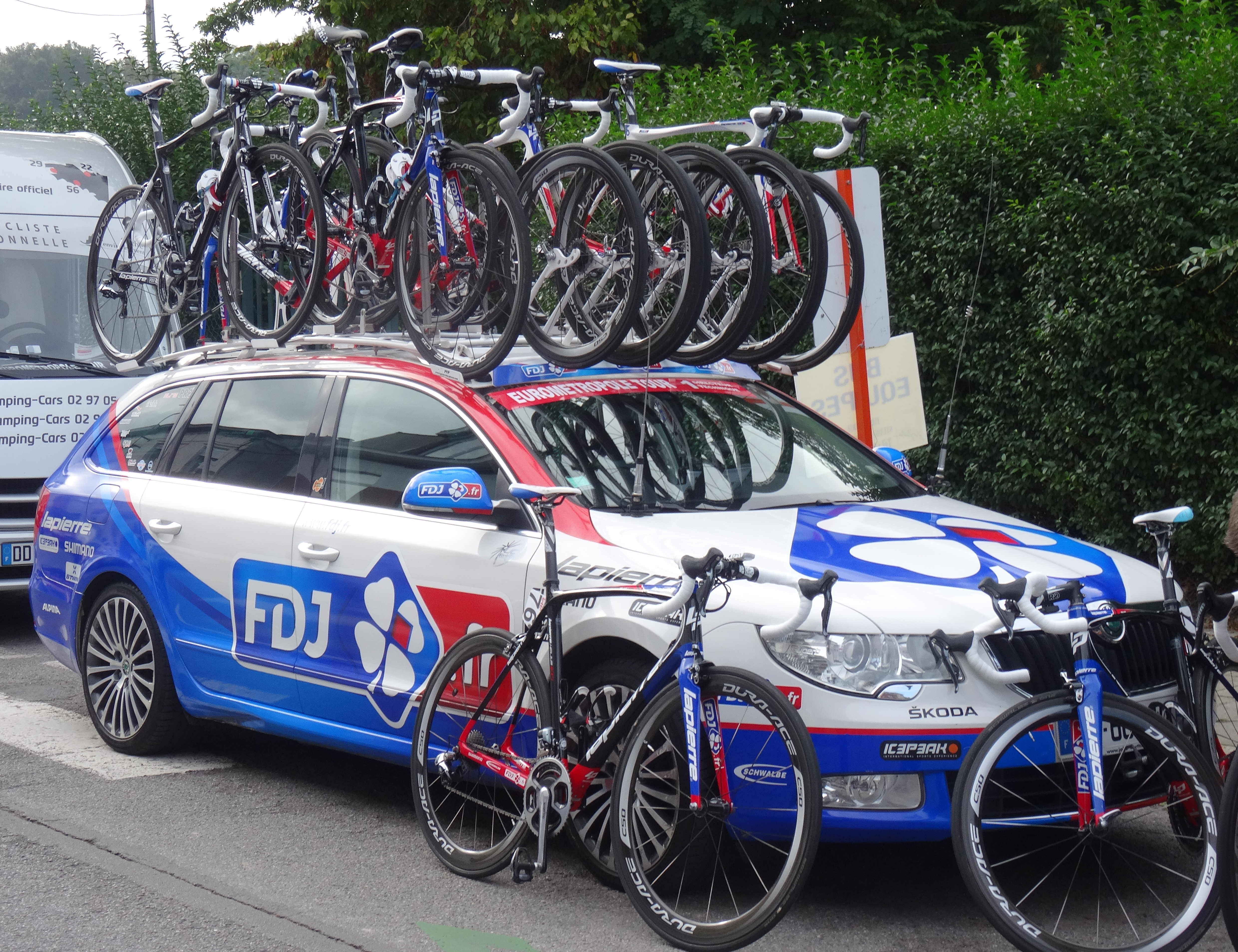
Bicicletas e veículo da equipa no Tour de Eurométropole 2014

Desde 2002 a equipa utiliza bicicletas Lapierre. Anteriormente utilizou bicicletas Gitane.
A partir da temporada de 2013 e até 2014 B'TWIN será o patrocinador de toda a indumentária têxtil da FDJ, vestindo os calções e maillots B'TWIN Aerot 9, desenvolvidos com a colaboração da equipa U19 Racing Team.

## Sede
A equipa tem sua sede em Moussy-le-Vieux.

## Classificações UCI
A União Ciclista Internacional elaborava o Ranking UCI de classificação dos ciclistas e equipas profissionais.
Até o ano 1998, a classificação da equipa e do seu ciclista mais destacado foi a seguinte:
| Ano  | Classificação por equipas | Melhor corredor na classificação individual | Posição |
| 1997 | 8º                        | Davide Rebellin                             | 16º     |
| 1996 | 19º                       | Emmanuel Magnien                            | 22º     |

A partir de 1999 e até 2004 a UCI estabeleceu uma classificação por equipas divididas em três categorias (primeira, segunda e terceira). A classificação da equipa foi a seguinte:
| Ano  | Categoria | Classificação por equipas | Melhor corredor na classificação individual | Posição |
| 1999 | Primeira  | 19º                       | Jean-Cyril Robin                            | 48º     |
| 2000 | Primeira  | 21º                       | Lars Michaelsen                             | 80º     |
| 2001 | Segunda   | 6º                        | Bradley McGee                               | 128º    |
| 2002 | Primeira  | 21º                       | Baden Cooke                                 | 21º     |
| 2003 | Primeira  | 14º                       | Baden Cooke                                 | 29º     |
| 2004 | Primeira  | 17º                       | Bradley McGee                               | 32º     |

A partir de 2005 a UCI instaurou o circuito profissional de máxima categoria, o UCI Pro Tour, onde Française des Jeux esteve desde que se criou dita categoria até 2010 e novamente a partir de 2012, já que em 2011 tinha descido de categoria. As classificações da equipa são as seguintes:
| Ano  | Classificação por equipas | Melhor corredor na classificação individual | Posição |
| 2005 | 20º                       | Thomas Lovkvist                             | 66º     |
| 2006 | 20º                       | Frédéric Guesdon                            | 46º     |
| 2007 | 19º                       | Christophe Mengin                           | 91º     |
| 2008 | 12º                       | Mickaël Delage                              | 43º     |

Depois de discrepâncias entre a UCI e as Grandes Voltas, em 2009 teve-se que refundar o UCI Pro Tour numa nova estrutura chamada UCI World Ranking, formada por carreiras do UCI World Calendar e posteriormente UCI World Tour. A equipa seguiu sendo de categoria UCI Pro Tour até 2010 e de 2012 até presente.
| Ano  | Classificação por equipas | Melhor corredor na classificação individual | Posição |
| 2009 | 16º                       | Christophe Le Mével                         | 79º     |
| 2010 | 22º                       | Sandy Casar                                 | 69º     |
| 2012 | 18º                       | Arnaud Démare                               | 60º     |
| 2013 | 17º                       | Thibaut Pinot                               | 33º     |
| 2014 | 16º                       | Thibaut Pinot                               | 32º     |
| 2015 | 15º                       | Thibaut Pinot                               | 10º     |
| 2016 | 11º                       | Thibaut Pinot                               | 17º     |
| 2017 | 17º                       | Thibaut Pinot                               | 22º     |
| 2018 | 14º                       | Thibaut Pinot                               | 17º     |

A partir de 2005 a UCI instaurou os Circuitos Continentais UCI, onde a equipa esteve quando desceu a categoria Profissional Continental no 2011, registado dentro do UCI Europe Tour. Estando nas classificações do UCI Europe Tour Ranking, UCI Africa Tour Ranking e UCI Asia Tour Ranking. As classificações da equipa e do seu ciclista mais destacado são as seguintes:
| Ano                     | Classificação por equipas | Melhor corredor na classificação individual | Posição |
| 2010-2011 (Africa Tour) | 7º                        | Geoffrey Soupe                              | 23º     |
| 2010-2011 (Ásia Tour)   | 55º                       | Dominique Rollin                            | 216º    |
| 2010-2011 (Europe Tour) | 1º                        | Yauheni Hutarovich                          | 2º      |

## Palmarés
Para anos anteriores, veja-se Palmarés da FDJ (equipa ciclista)

### Palmarés 2020

#### UCI World Tour
| Datas | Carreiras | Ganhador |

#### UCI ProSeries
| Datas | Carreiras | Ganhador |

#### Circuitos Continentais UCI
| Datas | Circuito | Carreiras | Ganhador |

#### Campeonatos nacionais
| Datas | Carreiras | Ganhador |

## Plantel
Para anos anteriores, veja-se Elencos da FDJ (equipa ciclista)

### Elenco de 2020
| Nomeie                | Nascimento | Nacionalidade | Equipa de 2019                |
| Bruno Armirail        | 11/04/1994 | França        | Groupama-FDJ                  |
| William Bonnet        | 25/06/1982 | França        | Groupama-FDJ                  |
| Alexys Brunel         | 10/10/1998 | França        | Groupama-FDJ (stagiaire)      |
| Mickaël Delage        | 06/08/1985 | França        | Groupama-FDJ                  |
| Arnaud Démare         | 26/08/1991 | França        | Groupama-FDJ                  |
| Antoine Duchesne      | 12/09/1991 | Canadá        | Groupama-FDJ                  |
| Kilian Frankiny       | 26/01/1994 | Suíça         | Groupama-FDJ                  |
| David Gaudu           | 10/10/1996 | França        | Groupama-FDJ                  |
| Kevin Geniets         | 09/01/1997 | Luxemburgo    | Groupama-FDJ                  |
| Jacopo Guarnieri      | 14/08/1987 | Itália        | Groupama-FDJ                  |
| Simon Guglielmi       | 01/07/1997 | França        | Groupama-FDJ Continental Team |
| Ignatas Konovalovas   | 08/12/1985 | Lituânia      | Groupama-FDJ                  |
| Stefan Küng           | 16/11/1993 | Suíça         | Groupama-FDJ                  |
| Mathieu Ladagnous     | 12/12/1984 | França        | Groupama-FDJ                  |
| Olivier Le Gac        | 27/08/1993 | França        | Groupama-FDJ                  |
| Fabian Lienhard       | 03/09/1993 | Suíça         | IAM Excelsior                 |
| Tobias Ludvigsson     | 22/02/1991 | Suécia        | Groupama-FDJ                  |
| Valentin Madouas      | 12/07/1996 | França        | Groupama-FDJ                  |
| Rudy Molard           | 17/09/1989 | França        | Groupama-FDJ                  |
| Thibaut Pinot         | 29/05/1990 | França        | Groupama-FDJ                  |
| Sébastien Reichenbach | 28/05/1989 | Suíça         | Groupama-FDJ                  |
| Anthony Roux          | 18/04/1987 | França        | Groupama-FDJ                  |
| Marc Sarreau          | 10/06/1993 | França        | Groupama-FDJ                  |
| Milhares Scotson      | 18/01/1994 | Austrália     | Groupama-FDJ                  |
| Romain Seigle         | 11/10/1994 | França        | Groupama-FDJ                  |
| Ramon Sinkeldam       | 09/02/1989 | Países Baixos | Groupama-FDJ                  |
| Benjamin Thomas       | 12/09/1995 | França        | Groupama-FDJ                  |
| Léo Vincent           | 06/11/1995 | França        | Groupama-FDJ                  |